# AL-MAUJ
〈AL-MAUJ (알마우자)〉(AL-MAUJ (アルマージ))는 일본의 여가수 나카모리 아키나(中森明菜)의 20번째 싱글로 1988년 1월 27일에 발매되었다. (EP: L-1756) 작사는 오오츠 아키라(大津あきら)가, 작곡은 사토 다카시(佐藤隆)가, 편곡은 다케베 사토시(武部聡志)가 담당하였고 워너 파이오니어의 레이블로 출시되었다. B사이드곡은 〈한밤의 장미〉(薔薇一夜)로, 작사는 A사이드와 마찬가지로 오오츠 아키라가, 작곡은 스즈키 키사부로(鈴木キサブロー)가, 편곡은 오오타니 카즈오(大谷和夫)가 도맡았다. 제목인 AL-MAUJ(آلموج)는 아랍어로 파도를 뜻한다. 때문에 이전에 선보였던 〈SAND BEIGE -사막으로-〉와 같이 아랍풍으로 편곡한 곡이다. 1988년 2월 8일, 오리콘 주간 싱글 차트에 1위로 처음 올라온 이후 2월 15일까지 2주 연속 1위를 달성하였다. 차트 톱100을 총 16주간 지켰고, 1988년 오리콘 연간 싱글 차트 14위를 기록했다.
음악평론가 츠츠미 쇼지는 나카모리의 보컬이 끝마다 강하게 울리는 특유의 비브라토와 중저음의 사운드로 보컬의 강력함을 전면에 내세우는 시도를 했다고 평하였다.

## 수록곡
| #            | 제목                                             | 작사          | 작곡            | 편곡            | 재생 시간 |
| ------------ | ------------------------------------------------ | ------------- | --------------- | --------------- | --------- |
| 1.           | 〈〈AL-MAUJ (알마우자)〉(AL-MAUJ (アルマージ))〉 | 오오츠 아키라 | 사토 다카시     | 다케베 사토시   | 4:07      |
| 2.           | 〈〈한밤의 장미〉(薔薇一夜)〉                    | 오오츠 아키라 | 스즈키 키사부로 | 오오타니 카즈오 | 4:43      |
| 총 재생 시간 | 총 재생 시간                                     | 총 재생 시간  | 총 재생 시간    | 총 재생 시간    | 8:50      |

## 발매 일정
| 버전                 | 일정             | 레이블         | 포맷               |
| -------------------- | ---------------- | -------------- | ------------------ |
| 〈AL-MAUJ〉          | 1988년 1월 27일  | 워너 뮤직 재팬 | EP (L-1756)        |
| 〈AL-MAUJ〉 (재발매) | 1998년 11월 26일 | 워너 뮤직 재팬 | 12cmCD (WPC6-8677) |
| 〈AL-MAUJ〉 (재발매) | 2008년 11월 12일 | 워너 뮤직 재팬 | 디지털 다운로드    |